# Into The Lungs Of Hell
«Into the Lungs of Hell» (Dentro de los pulmones del infierno) es la canción instrumental que abre el disco de Megadeth So Far, So Good... So What!. Tiene una duración aproximada de 3 minutos con 30 segundos.
La canción está conectada en cierta manera a Set the World Afire, la siguiente en el mismo álbum, ya que la última nota de Into de Lungs of Hell es la primera que se escucha antes que esta comience.
- Datos: Q5575292